# أندي تولسون
أندي تولسون (بالإنجليزية: Andy Toolson)‏ مواليد 19 يناير 1966 في شيكاغو، هو مدرب كرة سلة أمريكي ولاعب سابق. بدأ مسيرته الاحترافية في سنة 1990. حمل الرقم 5. يبلغ طوله 6 قدم 6 بوصة (2.0 م). اعتزل اللعب في 2001.

## المسيرة الاحترافية
لعب مع يوتا جاز في موسم 1990–1991، ثم لعب مع أندورا في الدوري الإسباني في موسم 1993–1994، ثم لعب مع سرقسطة في موسم 1994–1995، ثم لعب مع يوتا جاز في موسم 1995–1996، ثم لعب مع إيه إي كي في سنة 1996، ثم لعب مع جوفينتوت بادالونا في الدوري الإسباني من سنة 1996 إلى 1998، ثم لعب مع سانت جوسيب في سنة 1999.

## روابط خارجية
- أندي تولسون على موقع إن بي أي (الإنجليزية)
- أندي تولسون على موقع سبورتس رفرنس (الإنجليزية)
- أندي تولسون على موقع الدوري الإسباني لكرة السلة (الإسبانية)
- أندي تولسون على موقع كرة السلة الأوروبية.كوم (الإنجليزية)
- أندي تولسون على موقع كلية كرة السلة في سبورتس رفرنس.كوم (الإنجليزية)
- أندي تولسون على موقع ريلجم (الإنجليزية)
- أندي تولسون على موقع بروبوليرز (الإنجليزية)
- أندي تولسون على موقع سبورتس رفرنس (الإنجليزية)